# Swargame
SWar (StarWar) este un joc de browser ce propune o nouă abordare în categoria jocurilor de tip MMOTBS.

## Descriere
SWar este un joc de browser ce vrea sa propună o nouă abordare în domeniu. Printre facilitățile ce fac acest joc distinct sunt interacțiunea pe partea de client sporită, traficul client-server redus, modificarea în timp real a elementelor dinamice din pagina și utilizarea straturilor multiple active.
Toate aceste facilități transformă interacțiunea utilizator-browser și o duce la nivelul web 2.0. Folosirea tehnicilor specifice web 2.0, printre care regăsim AJAX și DOM, ajută la diminuarea traficului efectuat între client și server. În spatele jocului se află un cod standardizat ce permite compatibilitate în procent de 100% cu toate browserele web moderne.
Datorită nivelului de compatibilitate ridicat, un număr sporit de utilizatori, ce folosesc platforme diferite, pot accesa site-ul. Acțiunea ce se petrece într-un univers virtual, este de fapt un război între utilizatorii care și-au consolidat o pozitie stabilă și au dezvoltat ofensiva, cât și defensiva planetelor lor, prin instruirea unui numar cât mai mare de unități mecanice.

## Gameplay
SWar pune la dispoziția jucătorului o serie de unele pentru a-și dezvolta populația și infrastructura. Utilizatorii au la dispoziție, atât unități terestre pentru luptele la sol, cât și nave spațiale pentru luptele aeriene. Jucătorii pot forma comunități virtuale, acest lucru fiind facilitat prin formarea de alianțe. Sunt două perspective principale asupra jocului. O perspectiva fiind planeta/planetele deținute de jucător, iar a doua este harta universului din care face parte jucătorul. Pe fiecare planetă se pot regăsi șantiere de construcție, situri de extragere sau rafinare a resurselor necesare.
Harta universului pe care o are la dispoziție utilizatorul este ansamblul planetelor din joc. Cu ajutorul aceasteia utilizatorul își poate deplasa cu usurință trupele pentru a-și ataca sau a-și spioni oponenții.
Utilizatorii au opțiunea de a cumpara resursele, schimbând un tip de resurse pentru altul, iar cei ce au atins un nivel superior pe parcursul jocului și au dobândit mai multe planete pot transfera resurse de la o planetă la alta. Codul optimizat, strategia de joc și atenția pentru detalii fac ca SWar să fie un joc distinct și complex, dar în același timp ușor și placut. 

### Unități

#### Robot administrativ
Roboti ce se ocupa de infrastructura.
Cerințe construire:
- Nu depinde de alte clădiri

Timp construire: 00:00 sec.
Costuri construire:
- Populație: 1
- Minerale: 0
- Energie: 0

Caracteristici:
- Ofensiva: 0
- Defensiva: 0

#### Robot utilitar
Roboti folositi la colectarea mineralelor.
Cerințe construire:
- Centru de comandă - nivel 1

Timp construire: 00:50 sec.
Costuri construire:
- Populație: 1
- Minerale: 70
- Energie: 1

Caracteristici:
- Ofensiva: 2
- Defensiva: 2

#### Infanterist stelar
Infanterist ce este recrutat din marina/armata si este echipat special pentru a luptă in conditii extreme.
Cerințe construire:
- Baraca - nivel 1

Timp construire: 01:10 sec.

Costuri construire:
- Populație: 1
- Minerale: 30
- Energie: 30

Caracteristici:
- Ofensiva: 30
- Defensiva: 30

#### Sardokar
Unitate echipata cu o armura puternica ce poate rezista improtriva atacurilor masive. Slabiciunea acestei unități este atacul. Scutul si armura groasa impiedica sardokarul sa fie eficient si rapid in atac.
Cerințe construire:
- Baraca - nivel 2

Timp construire: 00:40 sec.
Costuri construire:
- Populație: 2
- Minerale: 70
- Energie: 20

Caracteristici:
- Ofensiva: 15
- Defensiva: 110

#### Gardian Valgarian
Unitate ce face parte din garda personala a comandătului. Gardianul este o unitate foarte abila si puternica luptănd eficient corp la corp, dar slabiciunea sa este artileria grea.
Cerințe construire:
- Baraca - nivel 3

Timp construire: 01:30 sec.
Costuri construire:
- Populație: 3
- Minerale: 250
- Energie: 100

Caracteristici:
- Ofensiva: 200
- Defensiva: 80

#### Tanc de asediu
Unitate foarte puternica impotriva unităților cu scut defensiv slab. Acest tip de unitate face parte din artileria grea, fiind cea mai puternica arma terestra.
Cerințe construire:
- Baraca - nivel 4

Timp construire: 04:10 sec.
Costuri construire:
- Populație: 6
- Minerale: 1250
- Energie: 100

Caracteristici:
- Ofensiva: 800
- Defensiva: 600

#### Probă
Proba
Cerințe construire:
- Starport - nivel 1

Timp construire: 00:30 sec.
Costuri construire:
- Populație: 1
- Minerale: 40
- Energie: 40

Caracteristici:
- Ofensiva: 40
- Defensiva: 40

#### Interceptor
Interceptor
Cerințe construire:
- Starport - nivel 2

Timp construire: 00:30 sec.
Costuri construire:
- Populație: 15
- Minerale: 2000
- Energie: 300

Caracteristici:
- Ofensiva: 300
- Defensiva: 1100

#### Bombardier
Bombardier

Cerinte construire:
- Starport - nivel 3

Timp construire: 00:30 sec.
Costuri construire:
- Populație: 8
- Minerale: 250
- Energie: 50

Caracteristici:
- Ofensiva: 1200
- Defensiva: 250

#### Fregata de Lupta
Fregata de Lupta
Cerințe construire:
- Starport - nivel 4

Timp construire: 00:30 sec.
Costuri construire:
- Populație: 7
- Minerale: 3000
- Energie: 100

Caracteristici:
- Ofensiva: 900
- Defensiva: 450

#### Crucișator
Crucisator

Cerinte construire:
- Starport - nivel 5

Timp construire: 00:30 sec.
Costuri construire:
- Populație: 25
- Minerale: 10000
- Energie: 1000

Caracteristici:
- Ofensiva: 12500
- Defensiva: 6500

### Infrastructură

#### Centru de comandă
Cladirea principala coordoneaza toate activitatile majore ce au loc la nivel de planeta si furnizeaza roboti pentru a ajuta la extragerea de minerale si rafinarea de gaz. Nivelele superioare permit o viteza sporita in activitatile locale.
Cerințe construire:
- Nu depinde de alte clădiri

Timp construire: 03:20 sec.

Costuri construire:
- Populație: 2
- Minerale: 120
- Gaz: 80

Nivelul maxim la care poate ajunge clădire este: 25

#### Sondă de gaz
Cladire ce rafineaza puturile de gaze existente pe planeta. Cu cat nivelul clădirii este mai mare cu atat rafinarea resurselor este mai putin costisitoare si mai eficienta.
Cerințe construire:
- Centru de comandă - nivel 1
- Extractor de minerale - nivel 1

Timp construire: 00:30 sec.
Costuri construire:
- Populație: 0
- Minerale: 200
- Gaz: 200

Nivelul maxim la care poate ajunge clădire este: 25

#### Depozit
Cladirea mareste limita maxima a unităților existente pe planeta. Cu cat nivelul depozitului de aprovizionare este mai mare, cu atat mai multe unități pot fi construite.

Cerinte construire:
- Centru de comandă - nivel 1
- Sondă de gaz - nivel 1
- Extractor de minerale - nivel 1

Timp construire: 00:30 sec.
Costuri construire:
- Populație: 0
- Minerale: 200
- Gaz: 200

Nivelul maxim la care poate ajunge clădire este: 25

#### Baracă
Cazarma este clădirea unde se pot construi unități de luptă. Nivelul ridicat al clădirii micsoreaza timpul necesar constructiei unei unități.
Cerințe construire:
- Centru de comandă - nivel 1
- Sondă de gaz - nivel 1
- Depozit - nivel 1
- Extractor de minerale - nivel 1
- Panou solar orbital - nivel 1

Timp construire: 00:30 sec.
Costuri construire:
- Populație: 2
- Minerale: 200
- Gaz: 200

Nivelul maxim la care poate ajunge clădire este: 25

#### Panou solar orbital
Uzina energetica mareste nivelul de energie al planetei. Energia este resursa universala, astfel fiind necesar mentinerea nivelului energiei peste 20% pentru a putea construi/upgrada unități sau clădiri. Cu cat nivelul este mai mare cu atat planeta este mai eficienta.
Cerințe construire:
- Centru de comandă - nivel 1
- Sondă de gaz - nivel 1
- Depozit - nivel 1
- Extractor de minerale - nivel 1

Timp construire: 00:30 sec.
Costuri construire:
- Populație: 10
- Minerale: 200
- Gaz: 200

Nivelul maxim la care poate ajunge clădire este: 4

#### Starport
În aceasta clădire foarte avansata din punct de vedere tehnologic se construiesc nave spatiale de luptă. Crescand nivelul clădirii, timpul de constructie necesar construirii unei unități va scade.

Cerinte construire:
- Comandament strategic - nivel 1

Timp construire: 00:30 sec.
Costuri construire:
- Populație: 5
- Minerale: 200
- Gaz: 200

Nivelul maxim la care poate ajunge clădire este: 25

#### Centru de cercetare
Pentru a evolua, este nevoie de cercetarea unor tehnologii noi.
Cerințe construire:
- Starport - nivel 1

Timp construire: 00:30 sec.
Costuri construire:
- Populație: 10
- Minerale: 200
- Gaz: 200

Nivelul maxim la care poate ajunge clădire este: 25

#### Consulat intergalactic
Centrul de pregatire diplomatica permite negocierea cu celalalti jucati. De asemenea va puteti crea propria alianta sau sa va alaturati uneia. Nivelul ridicat al centrului va aduce putere diplomatica in plus.
Cerințe construire:
- Centru de cercetare - nivel 1

Timp construire: 00:30 sec.
Costuri construire:
- Populație: 10
- Minerale: 200
- Gaz: 200

Nivelul maxim la care poate ajunge clădire este: 25

#### Bursă interplanetară
Ajuta la schimbarea/cumpararea de resurse.
Cerințe construire:
- Centru de comandă - nivel 1
- Extractor de minerale - nivel 1
- Sondă de gaz - nivel 1

Timp construire: 00:30 sec.
Costuri construire:
- Populație: 4
- Minerale: 200
- Gaz: 200

Nivelul maxim la care poate ajunge clădire este: 25

#### Extractor de minerale
Folosit in extractia minerarelor, colectarea mineralelor este o actiune prioritara pentru toate planetele in crestere.
Cerințe construire:
- Centru de comandă - nivel 1

Timp construire: 00:30 sec.
Costuri construire:
- Populație: 0
- Minerale: 200
- Gaz: 200

Nivelul maxim la care poate ajunge clădire este: 25

#### Rezervă strategică
Cladire folosita pentru ascunderea resurselor in cazul in care planeta este atacata.
Cerințe construire:
- Centru de comandă - nivel 1
- Sondă de gaz - nivel 1
- Depozit - nivel 1
- Extractor de minerale - nivel 1

Timp construire: 00:30 sec.
Costuri construire:
- Populație: 0
- Minerale: 200
- Gaz: 200

Nivelul maxim la care poate ajunge clădire este: 25

#### Tun ionic
Folosind sinteza dintre gaz si minerale, aceasta arma poate produce un fascicul incarcat negativ ce are capacitatea de a distruge sau a avaria planete.
Cerințe construire:
- Centru de comandă - nivel 10
- Centru de cercetare - nivel 10

Timp construire: 00:30 sec.
Costuri construire:
- Populație: 100
- Minerale: 200
- Gaz: 200

Nivelul maxim la care poate ajunge clădire este: 4

#### Generator de scut
Aceasta clădire genereaza un scut de energie in jurul planetei ce mareste nivelul defensivei.Crescand nivelul, creste si protectia oferita. De asemenea puterea scutului este influentata si de nivelul energiei planetei.
Cerințe construire:
- Centru de comandă - nivel 1
- Comandament strategic - nivel 1

Timp construire: 00:30 sec.
Costuri construire:
- Populație: 1
- Minerale: 200
- Gaz: 200

Nivelul maxim la care poate ajunge clădire este: 10

#### Comandament strategic
Centrul de comandă tine evidenta tuturor trupelor de pe planeta si le poate trimite sa atace sau sa foloseasca pe post de intariri.
Cerințe construire:
- Centru de comandă - nivel 1
- Sondă de gaz - nivel 1
- Depozit - nivel 1
- Extractor de minerale - nivel 1
- Baraca - nivel 1

Timp construire: 01:40 sec.
Costuri construire:
- Populație: 2
- Minerale: 200
- Gaz: 200

Nivelul maxim la care poate ajunge clădire este: 25

## Povestea
Anul 2457, Universul este în plină dezvoltare tehnologică, a fost descoperită tehnologia Găurii de vierme, astfel fiind posibilă calătoria interstelară. Navele de război au devenit din ce în ce mai puternice, însă odată cu dezvoltarea tehnologică au luat naștere și războaie între principalele forțe din Univers.
Kyle Bishop, este comandantul navei DaVinci, cea mai puternică armă din Univers, deținută de alianța CoreShire, unul dintre cele mai răspândite imperii din Univers, ce are ca scop menținerea păcii și unității.
Războiul dintre imperiile CoreShire și MalTek, lăcomia imperiului MalTek nemaiavând, limite a atins climaxul, aceastea regrupându-și flotele pentru o posibilă confruntare. Radarele alianței CoreShire au detectat o anomalie la marginea sistemului solar Eragon, unde se presupune că MalTek pregătește un asalt nimicitor împotriva imperiului.
DaVinci, este trimisă să investigheze anomaliile radar, însă nava este prinsă într-o ambuscadă, raportul forțelor fiind de 3000 la 1. Sunt distruse scuturile exterioare ale navei și motoarele principale, comandăntul este forțat să se retragă la adăpostul Găurii Negre ce măcina întregul sistem solar. DaVinci fiind grav avariată este atrasă de imensa forță de atracție a Găurii Negre. Căpitanul respectă prima lege a spațiului păzind nava până ce ultimul membru al echipajului a scăpat teafăr, însă el nu reușește să se salveze. Nava este atrasă în nucleul Găuri Negre unde forța de atracție oprește timpul în loc...
Anul 3250, o navă de colectare de material stelar lucrează în zona unde acum aproximativ 790 de ani, DaVinci fusese înghițită de negura timpului. Radarul navei reperează nava DaVinci și reușește să o tragă cu raza tractoare din nucleul Găurii Negre.
... acum situația este complet răsturnată, haosul tronează în Univers, corupția este a cel mai înalt nivel. MalTek a reușit să învingă CoreShire, astfel dreptatea și unitatea, principiile după care se ghida Universul acum 700 de ani au dispărut.
Kyle Bishop, fiind readus la viață este complet intrigat de gravitatea situației, și dorește să readucă pacea în Univers cu orice preț. Acesta pornește în căutarea forțelor rebele ce se împotrivesc guvernării actuale...